# Casa-Palacio de los Clemente de Aróstegui
.
La Casa-Palacio de los Clemente de Aróstegui, localizada en Cuenca (España) fue edificada en el siglo XVII. Se trata de una construcción que se encuentra entre medianeras y es de planta irregular. 
Tiene la fachada principal, de tres plantas, al número 87 de la  calle Alfonso VIII, y la fachada trasera, de cinco plantas, a la Hoz del Huécar y a la calle de Santa Catalina. La fachada principal, de gran extensión, cuenta con impostas, alero, rejas en la primera planta, balcones, repartidos regularmente en vertical y en horizontal, y escudos nobiliarios.
La fachada posterior presenta fenestración irregular y balcones, así como dos plantas de galería en uno de los cuerpos de edificación. Interiormente se distribuye con una escalera, coronada con una linterna octogonal sobre pechinas, con decoración rococó a base de elementos florales y angelotes.